# William Ewart Napier
William Ewart Napier (East Dulwich, 17 gennaio 1881 – Washington, 6 settembre 1952) è stato uno scacchista statunitense di origine inglese.
I suoi genitori si trasferirono negli Stati Uniti quando aveva cinque anni. Nel 1896 vinse, all'età di 15 anni, il campionato del Brooklyn Chess Club, e nel corso dello stesso anno vinse un match (+7 -1 =3) contro Frank Marshall. 
Nel 1899 andò in Europa per studiare musica. Visitò i circoli scacchistici di Londra, Parigi e Berlino. L'anno successivo tornò negli Stati Uniti e si stabilì a Pittsburgh. Nei primi anni del Novecento partecipò ai tornei di Monte Carlo e Hannover del 1902 e al torneo di Cambridge Springs del 1904. A Monte Carlo vinse un premio di bellezza per la partita contro Chigorin, a Cambridge Springs invece perse una famosa partita contro Lasker.  
Nel 1904 vinse un torneo quadrangolare a Londra cui partecipavano anche Teichmann, Blackburne e Gunsberg.
Nello stesso anno vinse ad Hastings il primo Campionato britannico del Novecento, sconfiggendo allo spareggio Henry Atkins per 2,5-1,5. 
Nel 1905 giocò due match: pareggiò contro Jacques Mieses (+4 -4 =2) e perse contro Teichmann (+1 -5 =4). 
In seguito intraprese una carriera nel campo assicurativo e non partecipò più a tornei importanti. Divenne vicepresidente della Scranton Insurance Company. Quando morì all'età di 71 anni il suo passato scacchistico era ormai dimenticato. 